# Sydvatten
Sydvatten AB är ett kommunägt företag som producerar dricksvatten till ca 1 miljon invånare i västra Skåne. Bolaget bildades 1966 och är i dag en av Sveriges största dricksvattenproducenter. Företagets ägare är 17 kommuner i västra Skåne: Bjuv, Burlöv, Båstad, Eslöv, Helsingborg, Höganäs, Kävlinge, Landskrona, Lomma, Lund, Malmö, Skurup, Staffanstorp, Svalöv, Svedala, Vellinge, och Ängelholm. Företagets styrelse består av representanter från alla delägarkommuner. Styrelsens ordförande är Ilmar Reepalu (s), Malmö.
Sydvattens vattentäkter är Bolmen i Småland och Vombsjön i Skåne. Vid behov används även skånska Ringsjön som reservvattentäkt. Vattnet behandlas i vattenverken Ringsjöverket och Vombverket innan det distribueras till bolagets delägarkommuner. Sydvattens ledningsnät är 30 mil långt. Från leveranspunkter vid kommungränserna tar respektive kommun själv hand om detaljdistributionen av vattnet till slutkonsumenten. Kommunerna ansvarar för ledningsnätet inom respektive kommun.
2010 startades Sydvattens Forsknings- och Utvecklingsavdelning med syftet att främja företagets dricksvattenproduktion och branschen som helhet. Sedan 2014 bedrivs forskningen i bolaget Sweden Water Research (SWR) som ägs gemensamt av Sydvatten, NSVA och VA SYD. Forskningsprojekten drivs tillsammans med andra aktörer men tillämpas också direkt i Sydvattens interna utvecklingsarbete. Sydvatten är initiativtagare till vattenacceleratorn/företagsinkubatorn WIN med säte på Ideon i Lund. Målsättningen är att uppmuntra innovationsidéer som kan leda till nya företag inom vattentjänstbranschen.
För att öka unga människors kunskap om vattenfrågor och medvetenhet om vattens värde driver Sydvatten de pedagogiska projekten Drick kranvatten för högstadiet samt kursen Tänk H2O! för gymnasiet.

## Verksamheter
- Ringsjöverket i Stehag, renar dricksvatten från Bolmen, se även Bolmentunneln.
- Vombverket, renar dricksvatten från Vombsjön.

Vattnet som Ringsjöverket levererar, är relativt mjukt med en hårdhet på 3–4 °dH, tyska hårdhetsgrader medan vattnet från Vombverket, är lite hårdare med en hårdhet på omkring 5 °dH.

## Historik
I mitten av 1960-talet föreslog en statlig utredning att vattenförsörjningen i Skåne borde lösas genom överföring av vatten från sjön Bolmen i Småland. År 1966 slog sig Malmö, Helsingborg, Lund, Landskrona och Eslöv samman och bildade aktiebolaget Sydvatten för att trygga vattenförsörjningen inom regionen. Tio år senare anslöt sig ytterligare sju kommuner till Sydvatten: Burlöv, Höganäs, Kävlinge, Lomma, Staffanstorp, Svalöv och Svedala. År 2004 tillkom Vellinge kommun, 2007 Bjuvs kommun, 2010 Skurups kommun och 2012 Ängelholms kommun och 2018 Båstad kommun som nya delägare i Sydvatten. 
1975 påbörjades bygget av Bolmentunneln som togs i drift 1987. År 1983 tog Sydvatten över driften av Vombverket och Ringsjöverket.

## Framtid
Det kan bli aktuellt att fler kommuner ansluter sig till Sydvatten. 
En betydande del av Sydvattens framtidsstrategi omfattar behovet av att skydda råvattnet. Under 2013 inleddes arbetet med att skapa ett [Vattenskyddsområde Bolmen. Arbetet sker i dialog med kommunerna runt sjön: Gislaveds kommun, Hylte kommun, Ljungby kommun och Värnamo kommun. Som ett led i skyddet av vattentäkterna deltar Sydvatten i sjöarnas vattenråd. Det övergripande syftet är att få en långsiktig förändring till bättre vattenkvalitet.  
Vid Vombsjön genomförs projektet Vattendialog Torpsbäcken inom ramen för Kävlingeåns vattenråd och Vattenvårdsprogram Kävlingeån.